# Tỉ lệ giam giữ tù nhân ở Hoa Kỳ
Vào tháng 9 năm 2013, tỷ lệ giam giữ tù nhân của Hợp chúng quốc Hoa Kỳ là cao nhất thế giới với 716 người trên 100.000 dân số. Trong khi đó, dân số của Hoa Kỳ chiếm khoảng 4,4 phần trăm dân số của toàn thế giới và quốc gia này chứa đến khoảng 22 phần trăm tù nhân của thế giới. Việc cải tạo cho các tù nhân (bao gồm nhà tù, quản chế và tạm tha) tiêu tốn khoảng 74 tỷ đô la trong năm 2007 theo Cục Thống kê Tư pháp Hoa Kỳ.

Bản đồ chỉ ra số lượng người bị giam giữ tính trên 100 000 dân số ở các nhà tù tiểu bang và nhà giam địa phương, không bao gồm tù nhân liên bang.

Vào cuối năm 2016, Chính sách về Nhà tù đã ước tính rằng ở Hoa Kỳ, có khoảng 2,298,300 người bị giam giữ trong tổng dân số là 324.2 triệu. Điều này có nghĩa là 0.7% dân số đang phải sống sau song sắt. Trong những người đã bị giam giữ, khoảng 1,316,000 người đã ở trong nhà tù của bang, 615,000 trong các nhà tù địa phương, 225,000 trong nhà tù liên bang, 48,000 trong các cơ sở cải tạo dành cho thanh thiếu niên (trại giáo dưỡng), 34,000 dân nhập cư trong trại giam, 22.000 trong cam kết không tự nguyện, 11,000 trong nhà tù của vùng lãnh thổ thuộc Hoa Kỳ, 2.500 trong nhà giam Indian Country, và 1,300 trong nhà tù quân đội Hoa Kỳ.

## Nhà tù và số lượng tù nhân

Tổng số người bị giam giữ (triệu người) tại Hoa Kỳ theo năm (1920-2010). Prison là tù nhân dài hạn, jail là tạm giam, hoặc giam giữ ngắn hạn.

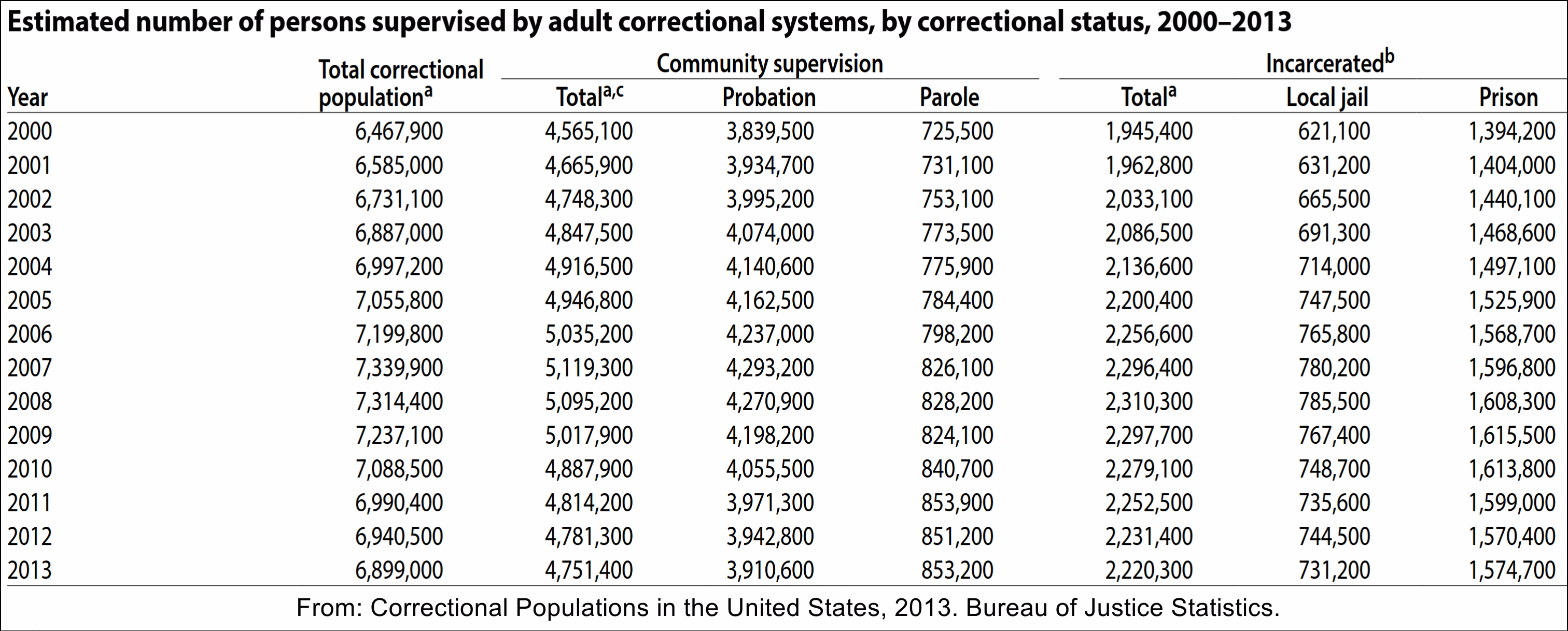
Tổng số người bị giam giữ đạt đỉnh trong năm 2008. Tổng số lượng người trong trại cải tạo đạt đỉnh trong năm 2007.

Tổng số giam giữ của Hoa Kỳ đạt đỉnh trong năm 2008. Tổng trại cải tạo dân số đỉnh trong năm 2007. Nếu tất cả các tù nhân, được tính (bao gồm cả những người tuổi vị thành niên, các lãnh thổ Mỹ kiểm soát nhập cư (ICE) (giam giữ người nhập cư), Indian Country, và quân đội), sau đó vào năm 2008, Hoa Kỳ đã có khoảng 24.7% tù nhân trong tổng số 9,8 triệu tù nhân trên toàn thế giới.
Hoa Kỳ có tỷ lệ người bị giam giữ được thống kê cao nhất thế giới, ở mức 754 trên 100.000 dân số (Tính đến  năm 2009). Tính đến ngày 31 tháng 12 năm 2010, Trung tâm Nghiên cứu Nhà tù Quốc tế (ICPS) tại King College Luân Đôn ước tính rằng có 2.266.832 tù nhân ở Hoa Kỳ trong tổng số 310,64 triệu dân số của nước này, tính đến ngày hôm đó (730 trên 100.000 vào năm 2010).
Con số này bao gồm ở các nhà tù địa phương với sức chứa danh nghĩa là 866.782 tù nhân, chiếm 86,4% (ngày 6 tháng 6 năm 2010), các nhà tù tiểu bang có sức chứa danh nghĩa khoảng 1.140.500 chiếm khoảng 115% (ngày 31 tháng 12 năm 2010) và các nhà tù liên bang có sức chứa danh nghĩa là 126.863, chiếm 136,0% (ngày 31 tháng 12 năm 2010). Trong số này, 21,5% là tù nhân trước án tù (ngày 31 tháng 12 năm 2010), 8,7% là tù nhân nữ (ngày 31 tháng 12 năm 2010), 0,4% là người chưa đến tuổi thành niên (ngày 6 tháng 6 năm 2009) và 5,9% là tù nhân nước ngoài (ngày 30 tháng 6 năm 2007).
Tỷ lệ phạt tù khác nhau tùy theo tiểu bang; Louisiana vượt qua con số này khoảng 100%, nhưng ở Maine con số bị giam giữ với tỷ lệ khoảng 1/5. Một báo cáo được phát ra vào ngày 28 tháng 2 năm 2008, chỉ ra rằng cứ 100 người trưởng thành ở Hoa Kỳ thì có hơn 1 người đang phải ở trong tù.
Theo báo cáo của Bộ Tư pháp Hoa Kỳ công bố năm 2006, hơn 7,2 triệu người đang ở trong tù, bị quản chế hoặc tạm tha hay tù treo (được phép ở ngoài nhà tù nhưng với những hạn chế). Điều đó có nghĩa là cứ 32 người Mỹ trưởng thành thì có khoảng 1 người chịu sự kiểm soát của hệ thống tư pháp hình sự.

### Sự gia tăng

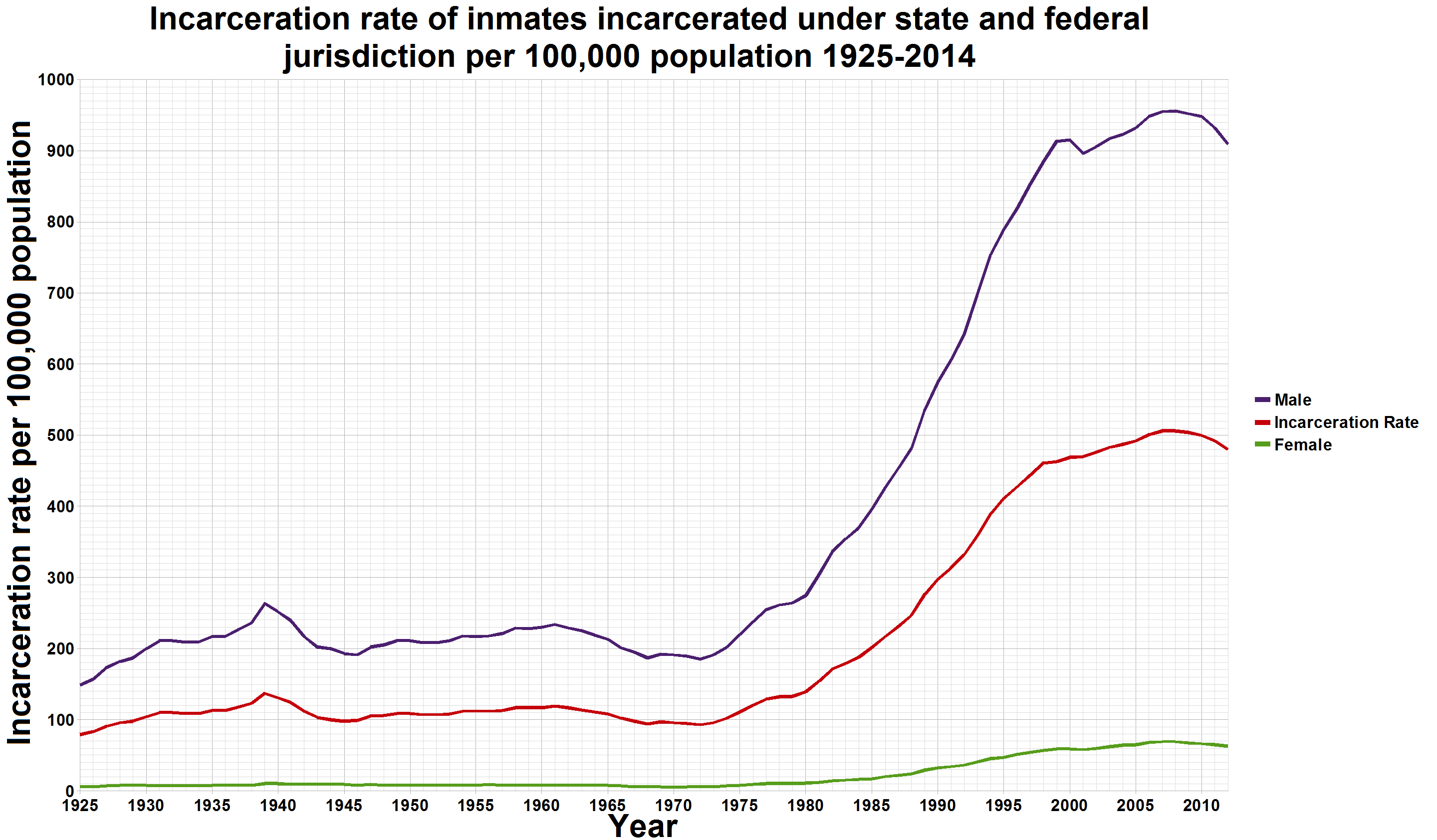
Biểu đồ về tỷ lệ giam giữ bởi thẩm quyền của tiểu bang và liên bang tính trên 100.000 dân số từ năm 1925 đến 2008. (Giam giữ tù ở địa phương. Đường trên cùng = nam. Đường dưới cùng = nữ. Đường giữa = kết hợp.)

Trong bốn mươi năm qua, việc giam giữ đã tăng lên với tỷ lệ lên tới 500% mặc dù tỷ lệ tội phạm giảm trên toàn quốc. Từ năm 2001 đến 2012, tỷ lệ tội phạm (cả tài sản và tội phạm bạo lực) đã liên tục giảm ở mức 22% sau khi đã giảm thêm 30% trong những năm trước năm 1991 và 2001. Tính đến năm 2012, cứ 100.000 người dân Hoa Kỳ ở Hoa Kỳ thì có 710 người bị giam cầm trong các nhà tù địa phương, nhà tù tiểu bang, nhà tù liên bang và các cơ sở tư nhân.  Điều này tương quan với việc tống giam một số gần một phần tư dân số nhà tù trên toàn thế giới. Phạt tù hàng loạt là một biến số can thiệp để sự giam giữ gia tăng nhiều hơn.
Cục Thống kê Tư pháp đã công bố một nghiên cứu cho thấy, mặc dù tổng số tù nhân bị giam giữ vì các tội liên quan đến ma túy tăng thêm 57.000 trong khoảng thời gian từ 1997 đến 2004, tỷ lệ người phạm tội ma túy trong tổng số tù nhân trong các nhà tù của bang vẫn ổn định ở mức 21%. Tỷ lệ tù nhân Liên bang liên quan đến tội phạm ma túy đã giảm từ 63% năm 1997 xuống còn 55% trong cùng thời gian đó. Trong hai mươi lăm năm kể từ khi Đạo luật Chống lạm dụng ma túy năm 1986, dân số hình sự Hoa Kỳ đã tăng từ khoảng 300.000 đến hơn hai triệu. Từ năm 1986 đến năm 1991, phụ nữ Mỹ gốc Phi bị giam giữ trong các nhà tù tiểu bang vì tội phạm ma túy đã tăng 828%.
Năm 2009, Bộ Tư pháp Hoa Kỳ tuyên bố rằng tốc độ tăng số lượng người trong nhà tù tiểu bang đã giảm xuống mức thấp nhất kể từ năm 2006, nhưng nó vẫn có tỷ lệ tăng trưởng 0,2% so với tổng tù nhân trong nhà tù Hoa Kỳ. Số tù nhân trong  hệ thống nhà tù tiểu bang California đã giảm trong năm 2009, năm đầu tiên dân số giảm trong 38 năm.
Khi nhìn vào các quần thể cụ thể trong hệ thống tư pháp hình sự, tốc độ tăng trưởng là rất khác nhau. Vào năm 1977, chỉ có hơn mười một ngàn phụ nữ bị giam giữ. Đến năm 2004, số lượng phụ nữ dưới nhà nước hoặc nhà tù liên bang đã tăng 757 phần trăm, lên hơn 111.000, và tỷ lệ phụ nữ trong nhà tù đã tăng lên hàng năm, ở khoảng gấp đôi tỷ lệ nam giới, kể từ năm 2000. Tỷ lệ phụ nữ bị giam giữ đã mở rộng khoảng 4,6% hàng năm từ năm 1995 đến 2005 với phụ nữ hiện chiếm 7% dân số trong các nhà tù tiểu bang và liên bang.

## So sánh với các nước khác

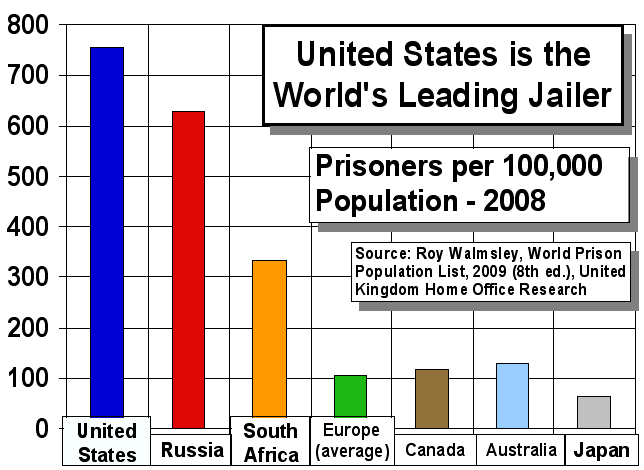
Nguồn thống kê là World Prison Population List. Tái bản lần thứ 8, số tù nhân trên 100.000 dân.

Khi so sánh với một số quốc gia có tỷ lệ người nhập cư tương tự, Đức có tỷ lệ giam giữ là 76 trên 100.000 dân (tính đến 2014), Ý là 85 trên 100.000 (tính đến năm 2015), và Ả Rập Saudi là 161 trên 100.000 (năm 2013). So sánh các quốc gia khác với chính sách không khoan nhượng đối với các loại thuốc bất hợp pháp, tỷ lệ của Nga là 455 trên 100.000 (tính đến năm 2015), Kazakhstan là 275 trên 100.000 (tính đến năm 2015), Singapore là 220 trên 100.000 (như của năm 2014), và Thụy Điển là 60 trên 100.000 (tính đến 2014).

## Nguyên nhân

Số lượng cải tạo ở Hoa Kỳ từ năm 1980 đến 2013

2009. Phần trăm nam giới trưởng thành bị giam giữ theo chủng tộc và sắc tộc.

Một báo cáo năm 2014 của Hội đồng Nghiên cứu Quốc gia đã xác định hai nguyên nhân chính của sự gia tăng tỷ lệ bị bắt/giam giữ ở Hoa Kỳ trong 40 năm trước đó: án phạt tù dài hơn và gia tăng khả năng bị giam tù. Báo cáo tương tự cho thấy các bản án tù kéo dài hơn là nguyên nhân chính làm tăng tỷ lệ giam giữ kể từ năm 1990.

### Luật kết án tù gia tăng
Mặc dù có những quốc gia khác bắt nhiều tù nhân mới vào tù hàng năm, việc Hoa Kỳ giữ tù nhân của họ lâu hơn khiến tổng tỷ lệ giam giữ trở nên cao hơn. Lấy một ví dụ, mức án với tội trộm cắp trung bình ở Hoa Kỳ là 16 tháng, so với 5 tháng ở Canada và 7 tháng ở Anh.
Đạo luật kiểm soát tội phạm và kiểm soát tội phạm bạo lực năm 1994 đã góp phần vào việc tống giam hàng loạt.

### Sự ảnh hưởng của kinh tế và tuổi tác
Tỷ lệ tội phạm ở khu vực thu nhập thấp cao hơn nhiều so với khu vực trung bình và cao. Do đó, tỷ lệ giam giữ ở khu vực thu nhập thấp cao hơn nhiều so với khu vực giàu có do tỷ lệ tội phạm cao này. Khi tù nhân hoặc tội phạm là một thanh niên, có một tác động đáng kể đến các vấn đề cá nhân và làn sóng lan truyền trong toàn bộ cộng đồng. Quan hệ xã hội bị mất khi một cá nhân bị giam giữ. Khó có thể ước tính chính xác bao nhiêu quan hệ xã hội, tuy nhiên Aizer và Doyle nhận thấy có một mối tương quan mạnh mẽ giữa thu nhập và người bị ở tù, rằng nhiều khả năng sẽ có thu nhập thấp khi ở tuổi trưởng thành nếu một cá nhân bị giam giữ khi còn tuổi trẻ so với những người không bị giam giữ. 63 phần trăm đến 66 phần trăm những người liên quan đến tội phạm ở độ tuổi dưới ba mươi.  Những người bị giam giữ ở độ tuổi trẻ hơn mất khả năng đầu tư vào bản thân và trong cộng đồng của họ. Con cái và gia đình của họ trở nên dễ bị gánh nặng tài chính ngăn cản họ thoát khỏi các cộng đồng thu nhập thấp. Điều này góp phần vào chu kỳ nghèo định kỳ có tương quan nhất định với việc giam giữ. Tỷ lệ nghèo vẫn chưa được kiềm chế mặc dù tăng trưởng kinh tế ổn định. Nghèo đói không phải là biến số phụ thuộc duy nhất để tăng tỷ lệ giam giữ. Việc tống giam dẫn đến việc tống giam nhiều hơn bằng cách đặt gia đình và cộng đồng vào thế bất lợi xã hội năng động.

### Luật kết án ma túy
"Cuộc chiến chống ma túy" là một chính sách được Tổng thống Richard Nixon khởi xướng cùng với Đạo luật kiểm soát và phòng chống lạm dụng ma túy toàn diện năm 1970 và được Ronald Reagan nối theo mạnh mẽ. Đến năm 2010, tội phạm ma túy trong nhà tù liên bang đã tăng lên 500.000 tội phạm mỗi năm, tăng lên từ con số 41.000 vào năm 1985. Theo Michelle Alexander, các cáo buộc liên quan đến ma túy chiếm hơn một nửa số tù nhân nhà nước tăng từ năm 1985 đến 2000. 31 triệu người trên toàn thế giới đã bị bắt vì tội liên quan đến ma túy, trong đó có khoảng 1/10 là người Mỹ. Ngược lại, John Pfaff của Trường Đại học Luật Fordham đã cáo buộc Alexander phóng đại sự thật gây ảnh hưởng đến Cuộc chiến chống ma túy và đối với sự gia tăng tỷ lệ giam giữ của Hoa Kỳ: theo ông, tỷ lệ tù nhân của tiểu bang có hành vi phạm tội chính liên quan đến ma túy 22% vào năm 1990. Viện Brookings đã hòa giải sự bất đồng giữa Alexander và Pfaff bằng cách giải thích hai cách để xem xét dân số nhà tù vì nó liên quan đến tội phạm ma túy, kết luận "Bức tranh rất rõ ràng: Tội phạm ma túy là lý do chính cho các nhà tù mới vào bang và liên bang. những thập kỷ gần đây "và" đẩy lùi cuộc chiến chống ma túy sẽ không, vì các học giả của Pfaff và Viện đô thị duy trì, giải quyết hoàn toàn vấn đề giam giữ hàng loạt, nhưng nó có thể giúp ích rất nhiều, bằng cách giảm tiếp xúc với nhà tù."
Các tòa án đã được đưa ra nhiều quyết định hơn trong việc tuyên án của Kimbrough v. Quyết định của Hoa Kỳ (Kimbrough v. United States) (2007) và sự chênh lệch đã được giảm xuống 18:1 nhờ vào Đạo luật tuyên án công bằng năm 2010 (Fair Sentencing Act of 2010). Tính đến  năm 2006, 49,3% tù nhân của tiểu bang, hoặc 656.000 cá nhân, bị tống giam vì các tội ác không bạo lực. Tính đến  năm 2008, 90,7% tù nhân liên bang hay 165.457 cá nhân, bị tống giam vì các tội không liên quan đến bạo lực.